# 北102線
北102線 新安－四份子，是位於新北市的一條鄉道，西起新北市三峽區安新，東至新北市三峽區四份子，全長2.05公里。1976年時被編為鄉道北114線，1983年更改編號為北102線至今。本編號在1983年以前一直保持空號狀態。

## 路線說明
新北市
- 三峽區：新安0.0k（起點，110線岔路）→ 安坑路 → 四份子2.05k（北線終點）

## 沿線景觀
- 茶園
- 工廠
- 新北市三峽區第十一公墓
- 2公里處有一里程碑

## 連接道路
- 110線

## 歷史沿革
| 北102線歷史沿革 | 北102線歷史沿革        | 北102線歷史沿革                  |
| 年代            | 本編號沿革             | 本路線沿革                       |
| --------------- | ---------------------- | -------------------------------- |
| 1976年          | 空號                   | 北114線（安坑－四份間1.988km）。 |
| 1983年 大整編   | 原北114線改為北102線。 | 原北114線改為北102線。           |

## 外部連結
- 三峽祕密花園 北102鄉道 （页面存档备份，存于）